# ديف شورت
ديف شورت (بالإنجليزية: Dave Short)‏ هو لاعب كرة قاعدة أمريكي، ولد في 11 مايو 1917 في ماغنوليا في الولايات المتحدة، وتوفي في 22 نوفمبر 1983 في شريفبورت في الولايات المتحدة.

## وصلات خارجية
- ديف شورت على موقعبيزبول رفرنس.كوم (الدوري الرئيسي) (الإنجليزية)